# Torpè
Torpè ist ein Ort in der Provinz Nuoro in der italienischen Region Sardinien mit 2730 Einwohnern (Stand 31. Dezember 2023).
Torpè liegt 58 km nordöstlich von Nuoro.
Die Nachbargemeinden sind Budoni (OT), Lodè, Padru (OT), Posada, San Teodoro (OT) und Siniscola.
Beim Ort liegt die Nuraghe San Pietro.